# Przekleństwa niewinności (film)
Przekleństwa niewinności (ang. The Virgin Suicides) – amerykański film fabularny z 1999 roku, wyreżyserowany przez Sofię Coppolę do własnego scenariusza, opartego na książce Przekleństwa niewinności autorstwa Jeffreya Eugenidesa. Jednym z producentów filmu jest Francis Ford Coppola.

## Obsada
- James Woods jako Ronald Lisbon
- Kathleen Turner jako pani Lisbon
- Kirsten Dunst jako Lux Lisbon
- Josh Hartnett jako Trip Fontaine
- A.J. Cook jako Mary Lisbon
- Michael Paré jako dorosły Trip Fontaine
- Scott Glenn jako ojciec Moody
- Danny DeVito jako dr E.M. Horniker
- Hanna R. Hall jako Cecilia Lisbon
- Leslie Hayman jako Therese Lisbon
- Chelse Swain jako Bonnie Lisbon
- Jonathan Tucker jako Tim Weiner
- Hayden Christensen jako Joe Hill Conley
- Melody Johnson jako Julie
- Giovanni Ribisi jako narrator